# Jaceguay Lins
Jaceguay Monteiro Lins (Canhotinho, 1947 — Vitória, 17 de agosto de 2004) foi um compositor, maestro, poeta e apicultor brasileiro.
No final da década de 1960 e durante a década de 1970 residiu no Rio de Janeiro, onde foi professor na Escola de Música Villa-Lobos. Compôs trilhas sonoras de filmes nacionais.
Radicou-se no Espírito Santo no início da década de 1980. Neste estado contribuiu para a cultura local em diversas áreas, regeu a Orquestra Filarmônica do Espírito Santo e foi peça-chave para a revitalização e a divulgação do congo capixaba. Teria sido o criador da expressão "rockongo", referente à aglutinação entre o rock e o congo.
Lins foi um defensor  do anarquismo, algo que refletia-se no seu estilo de vida, nas suas propostas culturais e nas suas obras.
Seus últimos anos foram marcados por problemas decorrentes do alcoolismo. Morreu devido a complicações resultantes de um câncer na garganta, em estado de penúria e abandono, tendo sido sepultado no município da Serra.
Por saberem de sua riqueza cultural em extinção.  mesmo em seus últimos anos de vida, Jaceguay recebia escritores e músicos brasileiros e de fora do Brasil em busca de ajuda para comporem obras.